# گنزالو اسکالانته
گنزالو اسکالانته (انگلیسی: Gonzalo Escalante؛ زادهٔ ۲۷ مارس ۱۹۹۳) بازیکن فوتبال اهل آرژانتین است.
از باشگاه‌هایی که در آن بازی کرده‌است می‌توان به باشگاه فوتبال بوکا جونیورز، باشگاه فوتبال ایبار، و باشگاه فوتبال کاتانیا اشاره کرد.